# Gerd Wolter (Ruderer)
Gerd Wolter (* 22. Mai 1939 in Hirschberg im Riesengebirge Provinz Schlesien) ist ein ehemaliger deutscher Ruderer. 1962 wurde er Weltmeister im Vierer ohne Steuermann.

## Leben
Der gelernte Holzkaufmann ruderte für die Lübecker Ruder-Gesellschaft von 1885. Bei den Ruder-Weltmeisterschaften 1962 gewann er zusammen mit Dagobert Thometschek, Peter Paustian und Christian Prey den ersten Weltmeistertitel im Vierer ohne Steuermann. Im Jahr darauf siegte er zusammen mit Klaus Bittner, Egon Böttcher und Christian Prey bei den Ruder-Europameisterschaften 1963 in Kopenhagen. 1964 fuhr Wolter als Ersatzruderer zu den Olympischen Spielen nach Tokio, wurde aber nicht eingesetzt.
1962 gewann er den Deutschen Meistertitel im Vierer ohne Steuermann, 1963 belegte er den dritten Platz, 1964 erreichte er den zweiten Rang. Im Vierer mit Steuermann belegte er 1961 den dritten Platz und war 1962 Zweiter; im Achter kam er 1961 auf den dritten Rang, 1963 war er in dieser Bootsklasse Vizemeister.
Der 1,93 m große Wolter beendete seine sportliche Karriere 1964.